# بیوان‌تک
بایواِن‌تِک، (‎/ˈbaɪ.ɒn.ˌtɛk/‎) یک شرکت زیست‌فناوری آلمانی است که به توسعه و ساخت ایمونوتراپی‌های فعال برای رویکرد خاص بیمار در درمان بیماری‌های جدی اختصاص دارد. این شرکت یک روش درمانی انسانی برپایه mRNA برای تجویز داخل وریدی ایجاد کرده‌است تا ایمونوتراپی مبتنی بر mRNA را به آزمایش‌های بالینی اختصاص دهد و روند تولید خود را ایجاد کند.
در سال ۲۰۲۰، واکسن این شرکت کاندید اصلی برای پیشگیری از عفونت‌های COVID-19، BNT2b2، در آزمایشات بالینی فاز ۳ در ایالات متحده بود.

## تاریخ
بیوان‌تک در سال ۲۰۰۸ در ماینتس آلمان توسط دانشمندان ترک-آلمانی اوزلم تورچی و اوغور شاهین با انستولوژیست اتریشی کریستوف هوبر تأسیس شد. توسط هیئت مشاوره علمی تحت مدیریت رلف مارتین تسینکرناگل پشتیبانی شد.
در اوت ۲۰۱۸، این شرکت اعلام کرد که برای تولید واکسن‌های مبتنی بر mRNA برای پیشگیری از آنفلوانزا با یک شرکت آمریکایی به نام فایزر تحقیق و توسعه چند ساله‌ای را انجام داده‌است. بنابر مفاد توافق، پس از پایان نخستین مطالعه بیوان‌تک در مطالعه بالینی انسان، فایزر مسئولیت توسعه بالینی بیشتر و تجاری‌سازی واکسن‌های آنفلوانزای مبتنی بر mRNA را بر عهده می‌گیرد.
در سپتامبر ۲۰۱۹، توافق‌نامه‌ای با بنیاد بیل و ملیندا گیتس برای توسعه برنامه‌های HIV و سل برای شناسایی و توسعه واکسن و ایمنی درمانی پیش‌بالینی برای پیشگیری از HIV و عفونت‌های سل و بهبود طولانی مدت توافق کرد.
در ژوئن ۲۰۲۰، بیوان‌تک از راه قرار دادن خصوصی اوراق قرضه قابل تبدیل اجباری، ۲۵۰ میلیون یورو از سهام تماسک سنگاپور و دیگر سرمایه‌گذاران دریافت کرد.

## COVID-19
این شرکت در حال تولید واکسن BNT162b2 علیه SARS-CoV-2 با فایزر و فوسان است.
بیوان‌تک و فایزر برای تهیه ۲۰۰ میلیون دوز واکسن SARS-CoV-2 برای اتحادیه اروپا، ۳۰ میلیون دوز برای انگلستان، ۱۰۰ میلیون دوز برای ایالات متحده و ۱۲۰ میلیون دوز برای ژاپن، در صورت اثبات ایمنی، قرارداد امضا کردند.